# Župnija Ovsiše
Župnija Ovsiše je rimskokatoliška teritorialna župnija Dekanije Radovljica Nadškofije Ljubljana. Župnijska cerkev v Ovsišah je posvečena sv. Nikolaju.

## Cerkvi
| #  | Slika | Cerkev              | Kraj               |
| -- | ----- | ------------------- | ------------------ |
| 1. |       | Cerkev sv. Nikolaja | Ovsiše             |
| 2. |       | Cerkev sv. Tomaža   | Češnjica pri Kropi |